# استاد انتقام
استاد انتقام (انگلیسی: The Master of Revenge؛‏ کره‌ای: 마스터-국수의 신) مجموعه تلویزیونی محصول کره جنوبی در سال ۲۰۱۶ با بازی چون جونگ میونگ، چو جه هیون، جونگ یو می، لی سانگ یوب و گونگ سونگ یون است. این مجموعه از ۲۷ آوریل تا ۳۰ ژوئن ۲۰۱۶، روزهای چهارشنبه و پنجشنبه ساعت ۲۱:۵۵ (کی‌اس‌تی) از کی‌بی‌اس۲ پخش شد.

## بازیگران

### اصلی
- چون جونگ میونگ در نقش مو میونگ یی / چوی سون سوک
  - گو وو ریم در نقش جوانی مو میونگ یی
- چو جه هیون در نقش کیم گیل دو
  - پارک چان در نقش کودکی کیم گیل دو
  - بارو در نقش نو جوانی کیم گیل دو[۴]
- جونگ یو می در نقش چه یو کیونگ
  - چوی جی وون در نقش جوانی چه یو کیونگ
- لی سانگ یوب در نقش پارک ته ها
  - لی گون ها در نقش جوانی پارک ته ها
- گونگ سونگ یون در نقش کیم دا هه
  - لی گو اون در نقش جوانی کیم دا هه